# Bobby Darin
Bobby Darin, (született Walden Robert Cassotto) (New York, 1936. május 14. – Los Angeles, 1973. december 20.) Golden Globe-díjas amerikai színész, kétszeres Grammy-díjas zenész, a rock and roll korszak egyik legjelentősebb dalszerzője, előadója és tinibálványa. Későbbi pályafutása során a szving műfajhoz közeli, majd folk dalokat is énekelt, filmekben szerepelt. 163 dalt írt, legismertebb szerzeményei a Splish Splash, a Dream Lover és a Simple Song of Freedom.
Harminchét évesen halt meg, gyermekkorából eredő súlyos szívbetegsége következtében.

## Életrajza és művészeti pályája

### 1937–1955, a családi múlt és a fiatal évek
Bobby Darin, születési nevén Walden Robert Cassotto 1936. május 14-én született a New York-i Bronxban, egyszerű munkáscsalád gyermekeként. Édesanyja, Nina, mindössze 17 éves volt, amikor Bobby megszületett. Nagyanyja, Polly nevelte fel, családi nevét nagyapja után kapta. Bobby szinte egész életében úgy tudta, hogy Polly az édesanyja, a valódi édesanyja pedig a nővére. Charlie, akit a bátyjának ismert, valójában valódi édesanyjának az új férje volt. Polly olasz származású férje, akit édesapjának vélt és Bobby születése előtt néhány hónappal börtönben halt meg, valójában a nagyapja volt.
Valódi édesapja személye sohasem derült ki számára, Nina később úgy mesélte, Bobby apja sem tudott fia megszületéséről. Bobby több mint harmincéves volt, amikor édesanyja 1968-ban elmondta neki a családi titkot, amit ezután haláláig nem volt képes feldolgozni.
Nyolcéves korában súlyos reumás láz betegségbe esett, mely véglegesen károsította szívét. Egy alkalommal szobájából kihallgatta, amint a család orvosa minimális esélyt adott arra, hogy megéri a 15. születésnapját. A család erején felüli támogatásának, az elérhető legjobb gyógyszereknek és kímélő életmódnak köszönhetően a várakozásokkal szemben állapota lassan javulni kezdett. A hosszú betegség alatt egykori varieté-énekesnő nagyanyja javaslatára kezdett el zenével foglalkozni. A szemetesautón dolgozó Charlie vett neki egy zongorát, majd gitárt és dobot. Bobby később úgy említette, a sok hónapos betegséggel járó fájdalmak elviselésében kizárólag a zene jelentette számára a vigaszt. Az orvosi prognózis ellenében viszonylag jó egészségben érte meg a 15. születésnapját. Középiskolás korában megismerkedett a környék zenés kabaréinak világával, zongorán, gitáron és dobon gyakorolt. Érettségi után egy évet főiskolán tanult, majd elhatározta, életét a zenének szenteli.

### 1956-1958, az első fellépésektől az első sikerekig
Néhány zenész társával együttest alapított, kisebb éjszakai klubokban, alkalmi rendezvényeken, esküvőkön léptek fel mérsékelt sikerrel, majd egy New Yorkhoz közeli hegyvidéki üdülőhelyen volt mosogatófiú és zenész. Első dalait a később nagy karriert befutott szerző-producer, volt iskolatársa, Don Kirshner segítségével írta, folyamatosan küldte be demo-felvételeit a kiadókhoz, meghallgatásokra járt.
1956-ban Kirshner segítségével egy évre szóló szerződést kötött a Decca Records kiadóval. Eredetileg rock and roll jellegű felvételeket szeretett volna készíteni, de a Decca akkori vezetése még nem igazán barátkozott meg az új műfajjal. A zenész pályára nem igazán megfelelő eredeti nevét egy kínai étterem hiányosan égő „mandarin” feliratú neonreklámja alapján ekkoriban változtatta meg Darinra. Másik változat szerint egy telefonkönyvet találomra felütve bökött rá a Darin névre. Első lemeze egy Lead Belly dal, a Rock Island Line volt, melynek Lonnie Donegan-féle skiffle változatát adta elő. Ezt a dalt énekelte el 1956-ban, első televíziós szereplése során is, a szöveget a tenyerére írta, hogy ne felejthesse el. A dal, akárcsak a következő három kislemeze, nem került fel a slágerlistára, ezután szerződése megszűnt a Decca kiadóval.
Magánéletében első komolynak induló kapcsolata Connie Francis, az akkor fiatal, de nagyreményű énekesnő volt, aki számára néhány dal megírásában segített. Noha használható zeneanyag nem született, a két fiatal közelebbi kapcsolatba került egymással, míg Connie igen szigorú édesapja töltött puskát nem fogott Bobbyra azzal, hogy többé ne lássa meg a lánya közelében. Connie később élete legnagyobb hibájának nevezte, hogy engedett édesapja tiltásának.
Bobby 1957-ben átszerződött az Atlantic Recordshoz, ahol a kiadó Atco címkéje alatt jelentek meg lemezei. Több kislemeze is jelent meg, de a várt siker még mindig nem érkezett el. Az egy évre szóló Atlantic szerződés a végéhez közeledett, mikor egy zenésztársa fogadott vele, hogy nem tud olyan dalt írni, melynek az első sora „Splish Splash, I was takin a bath” (kb. liccs-loccs, éppen fürödtem) lenne. Bobby húsz perc alatt megírta a dalt, majd még aznap egyedül felvette a demo-változatot a stúdióban. A dal 1958-ban több, mint egymillió példányban kelt el, több listán is Top 10 siker lett. A fiatal kora ellenére erősen kopaszodó Bobby a dal televíziós adása alkalmával kezdte el viselni póthaját. Új külső megjelenésével, rock and roll dalaival, egyik napról a másikra a fiatalok, különösen a lányok új bálványa lett.
Meghosszabbított Atlantic szerződése során a Brunswick Recordsnál is készített egy felvételt The Ding Dongs álnéven, azonban hamarosan kiderült, Bobby áll a lemez mögött. A Brunswickot kötelezték a zeneanyag átadására, más komoly következménye nem lett az ügynek. Még abban az évben egy újabb Top 10 dal is született, a Queen of the Hop, majd 1959-ben üzletekbe került egyik legnagyobb saját szerzeménye a Dream Lover, mely a Billboard listán a második lett. A dalt igen sok előadó dolgozta fel az idők során, többek között Johnny Burnette, Ben E. King a saját korában, később John Lennon, Ricky Nelson és Glen Campbell, vagy az újabb időkben Marc Almond és Jason Donovan, még punk és hard core változat is készült az évek során. A dal Dion and the Belmonts előadásában hallható volt Charlie Sheen Nagy durranás (Hot Shot) című filmjének motorkerékpáros jelenetében.
Bobby azonban többre vágyott a tiniközönségnél. Ő akart lenni az új Frank Sinatra, elegáns klubokban, Las Vegasi kaszinókban akart énekelni komoly dalokat, mindezek mellé filmezni és tévézni is szeretett volna. Tudta, betegsége miatt nem számíthat hosszú életre, álmait minél gyorsabban kell valóra váltania. Az folyamatos tudat, hogy szíve bármelyik percben felmondhatja a szolgálatot, természetét is megváltoztatta. Mindent és azonnal akaró, egocentrikus személyiséggé vált.

### 1959, Mack the Knife
Bobby sorban tizenhatodik, egyben legsikeresebb kislemeze Bertolt Brecht és Kurt Weill Koldusoperájából Bicska Maxi dala (Mack the Knife) volt 1959-ben. A dalt Amerikában első alkalommal Louis Armstrong énekelte lemezre 1956-ban. Bobby 1958-ban Greenwich Village egyik színházában látta a Koldusoperát. Egyetlen dal, a Mack the Knife (Bicska Maxi dala) keltette fel énekesi érdeklődését, melyet már korábban is hallott Armstrongtól. A dalt 1958 júniusában, egy koncertkörúton kezdte énekelni. Noha a közönség nem igazán fogadta jól, attól fogva folyamatosan énekelte éjszakai fellépésein. Később úgy döntöttek, némi átalakítás után új albumán is szerepelhet. Richard Wess karmester és hangszerelő segítségével a dal teljesen új hangszerelést és stílust kapott.
Bobby verzióját 1958. december 19-én vették fel a New York-i Fulton Studióban. Mivel Bobby akkoriban a fiatalok kedvence, rock and roll sztár volt, ezért többen nem javasolták számára a dal előadását, ennek ellenére Ahmet Ertegün biztos volt a dal sikerében. A felnőtt közönséget megcélzó, teljesen újszerű, szving jellegű feldolgozás a popzene történetének egyik legnagyobb sikere lett. Első alkalommal márciusban volt hallható Bobby That's All című albumán, mely hetedik lett az albumok listáján. Kislemezen az ATCO kiadó jelentette meg 6147-es katalógusszámon 1959 augusztusában, „B” oldalára a Was There a Call for Me című dal került. Megjelenése után néhány nappal, augusztus 24-én került fel a Billboard Hot 100 slágerlistára, melyet különlegesen ritka módon kilenc hétig vezetett. A Billboard R&B listán a hatodik helyezésig jutott. Kétmillió példányban fogyott el, aranylemez lett, elnyerte a Grammy-díj év dala címet, Bobbyt az év új előadója címre jelölték.
Később Bobby nagy ideálja, Frank Sinatra is elénekelte a dalt, valamint kijelentette, Bobby előadása a legmeghatározóbb változat.
1999-ben a Bobby Darin-féle előadást beválasztották a Grammy Hall of Fame örökös tagjának, majd harmadik helyezett lett a Billboard All Time Pop Hits (minden idők 100 legnépszerűbb pop dala) listán. 2003-ban a Rolling Stone Magazin The 500 Greatest Songs of All Time (minden idők 500 legjobb dala) listán a 251. helyezést érte el.

### 1959-1960, a slágerlista élétől az első filmig
Következő dala a francia Charles Trenet La mer (A tenger) című sanzonjának angol nyelvű adaptációja a Beyond the Sea volt, mely Top 10 siker lett. A dal adta a címét az életéről 2004-ben készített játékfilmnek, melyben Kevin Spacey alakította szerepét.
A Mack the Knife és a Beyond the Sea sikerével, valamint That's All című albumával Bobby 23 évesen belépett a nagy előadók sorába, ezzel újabb álma valósult meg, rendszeres fellépő lett New York legelegánsabb zenés szórakozóhelyén, a Copacabana klubban. Egyik előadásáról Bobby at the Copa címmel koncertalbum is készült. A kopaszodó, csúf kis olasz (aminek önmagát vélte) estjei a klub minden rekordját megdöntötték, akkora volt az érdeklődés, hogy a berendezést is át kellett rendezni. Las Vegas kaszinóinak is rendszeres fellépője lett. Műsorai egész pályafutása során jóval többek voltak egyszerű koncerteknél. Nemcsak énekelt, hanem gitározott, zongorázott, dobolt, a dalok között humoros kis jeleneteket adott elő, tréfálkozott, híres előadókat parodizált. Társadalmi érzékenységének jeleként – akkor még nem megszokott módon – gyakran színes bőrű előadókat kért fel az előprogramra (pl. Sammy Davis Jr.).
Várható rövid életének tudatában magánéletét is ugyanolyan intenzíven élte, mint karrierjét, számos hosszabb-rövidebb kapcsolata volt rövid idő alatt. A filmezés és a saját család azonban még hiányzott. 1960 nyarán Bobby Olaszországba utazott a Mr. Szeptember (Come September) című film forgatására, a romantikus vígjáték volt első jelentősebb filmszerepe. A forgatáson ismerkedett meg az akkor 18 éves Sandra Dee színésznővel.

### 1960-1967, a karrier csúcsán
Noha Sandra eleinte nem szimpatizált az irányába kissé tolakodó Bobbyval, a forgatás végére közeli kapcsolatba kerültek egymással, majd Sandra szigorú édesanyjának leghatározottabb tiltása ellenére még abban az évben összeházasodtak. 1961 végén megszületett egyetlen fiuk, Dodd Mitchel Darin. A következő évek pályájának a csúcsát jelentették. Praktikus okokból Kaliforniába költözött, a New York-i székhelyű ATCO kiadó helyett a Los Angeles-i Capitol Recorda adta ki lemezeit az elkövetkező években. Tizenegy filmben szerepelt a hatvanas évek során, három filmben feleségével közösen. A Nyomás alatt (Pressure point) című filmben játszott szerepéért 1962-ben Golden Globe-díjat kapott, a következő évben Oscar-díj jelölést kapott, mint legjobb férfi mellékszereplő, a Captain Newman, M.D.-ben nyújtott alakításáért. A Cannes-i fesztiválon elnyerte a filmkritikusok díját.
Sorozatban adta ki albumait, különféle zenei műfajokban. Énekelt jazz és szving műfajban, de a fiatal közönség számára is kiadott két albumot, For Teenagers Only és Twist with Bobby Darin címmel. Több mint húsz dala szerepelt a top-100-ban, filmzenéket írt. 1962-től a country műfajban is feltűnt, Things című dala igen sikeres és második helyezett lett. Megalapította saját kiadóját, a TM Music/Trio céget. Közéleti munkássága részeként az American Heart Association jószolgálati nagykövete lett. 1965-ben visszatért az Atlantic Recodshoz, az elkövetkező időkben a big band hangzást mellőzve inkább lágyabb hangzású, folkos dalokat írt és énekelt. Ennek az időszaknak a legismertebb dala az If I Were a Carpenter, mely nyolcadik lett.
Házassága első évei felhőtlenül teltek, de később egyre több problémával kellett szembenézniük, ezekben nehéz, önző és hektikus személyisége is közrejátszott. Felesége, Sandra Dee, gyermekkorban elszenvedett traumái hatására nem volt képes kilábalni anorexia nervosa betegségéből és depressziójából, valamint egyre mélyebben merült el az alkoholizmusban. Azonos pályájuk is inkább szétszakította, mint összetartotta őket, egyre gyakrabbá váltak a súlyos veszekedések. Bobby 1962-ben egy időre el is költözött lakásukból, de újra összebékültek. Végül 1967-ben, szintén az ő kérésére elváltak. Sandra nem ment többé férjhez, egész hátralévő életében hangoztatta Bobby iránti nem múló érzéseit. Házasságukról fiuk, Dodd Mitchel később könyvet is írt Dream Lovers: The Magnificent Shattered Lives of Bobby Darin and Sandra Dee címmel.

### 1968–1970, a békeharcos folkénekes
Válásuk után mindkettőjük karrierje hanyatlani kezdett. 1968-ra a zenei világ megváltozott, a rock and roll divatjamúlt lett, az elegáns zenés klubok közül sok bezárt, a szvinget már csak az idősebbek hallgatták, a fiatalok a rockért lelkesedtek. Az amerikai társadalmat a vietnámi háború osztotta meg, kialakulóban volt a háború ellenes hippi mozgalom. A szegény családból származó, társadalmi kérdésekben érzékeny Bobby Robert F. Kennedy elkötelezett híve lett. Mint személyes barátja, közvetlenül segítette elnökválasztási kampányát. Robert Kennedy 1968-as meggyilkolása a legmélyebben érintette, annyira megcsömörlött a világtól, hogy eladta házát, kiadóját és egy időre egy minden komfortot nélkülöző lakókocsiba költözött a kaliforniai Big Sur egy néptelen partvidékén, ahol gyertyafény mellett folk dalokat és háború ellenes protest songokat írt, teljesen új, rockos és folkos stílusban.
Új stílusú dalai kiadására alapította meg rövid életű Direction Records nevű lemezcégét. Abbahagyta póthaja viselését, bajuszt növesztett és Bob Darin néven adott ki főként társadalmi témájú és háborúellenes dalokat. Új korszakának első albuma a Born Walden Robert Cassotto teljes szakítás volt régi stílusával, melynek dalait maga írta és hangszerelte. Bobby hagyományos közönsége nem fogadta jól a változást, igényes és mély mondanivalójú új dalai nem arattak komolyabb sikert, az új album kudarcnak bizonyult.
Ebben az időszakban fellépései és tévéműsorai alkalmával szmoking helyett – legalábbis a műsor egy részében – farmert és dzsekit viselt. Egy alkalommal kivonult egy élő tévéadásról, mert nem engedték Long Line Rider című börtönballadáját elénekelni. Egyik legnagyobb sikerét, a Mack the Knife-ot viszont ő nem volt hajlandó két éven keresztül elénekelni politikai okokból. Több alkalommal részt vett háborúellenes megmozdulásokban és tüntetéseken. Ennek a korszakának legismertebb szerzeménye a Simple Song of Freedom volt, melyet koncertjein énekelt. Lemezen Tim Hardin előadásában a háborúellenes és hippi mozgalom egyik himnusza lett. Az ebben az időszakban készült legismertebb dalok hallhatóak a Songs from Big Sur című 2004-ben kiadott válogatáson (Varese Sarabande Records).
Válása után is megmaradt a korrekt és baráti viszonya volt feleségével, fiát rendszeresen látogatta. A pletykalapok több rövid kapcsolatáról, valamint Sandra Deevel való alkalmi találkozásairól is tudni véltek. 1970-be közeli viszonyba került Andrea Yeagerrel, akivel 1973 elején összeházasodtak.

### 1971-1973, az utolsó évek
Részleges visszavonultsága, majd magánéletének rendeződése után Bobby 1970-ben újult erővel vetette magát a munkába. A zenei élet megváltozása miatt a top-20-ba már nem kerültek fel dalai, de rendszeres és sikeres fellépő lett Las Vegas kaszinóiban. Noha nem ivott, nem élt drogokon, egyetlen káros szenvedélyét, a dohányzást is abbahagyta 1969 elején, beteg szíve mégis egyre kevésbé bírta a megterhelést, légzése folyamatosan rosszabbodott. Miután átesett egy kisebb szívrohamon, már nem volt elegendő az egész életén át tartó gyógyszerszedés. 1971 januárjában egy nyitott szívműtét során két mesterséges szívbillentyűt kapott, ez akkoriban még ritka és különösen kockázatos beavatkozás volt. A műtét után az év nagy részét gyenge egészségi állapotban töltötte, de szeptemberben visszatért a munkához. A következő két évben a Motown Records adta ki lemezeit. Öt kislemeze jelent meg, közülük az 1973-as Happy jutott fel a 67-ik helyezésig.
1971 őszétől ismét rendszeresen lépett fel éjszakai klubokban és Las Vegasban, folyamatos teltházakkal. Levágta bajuszát, ismét konszolidált külsővel jelent meg a közönség előtt. Előadásain politikai és békedalait is előadta, ekkor már sikeresen. Két év után ismét elkezdte énekelni Mack the Knife dalát. 1972 nyarán két hónapon keresztül ment az NBC csatornán saját televíziós showműsora, a The Bobby Darin Amusement Company, majd 1973 elején a The Bobby Darin Show, melynek utolsó előadása március 11-én lett felvéve és április 27-én került tévéadásba. A hetven perces műsor alatt alatt pályafutása összes stílusát bemutatta a rock and rolltól a világslágereken át a protest songokig, majd egy rock and roll egyveleggel zárta műsorát. Mikor levonult a színpadról, még nem sejtette, hogy ez volt utolsó tévéfellépése.
Egy fogorvosi kezelés előtt elmulasztotta a szívét a fertőzésektől védő antibiotikum kezelést, ezután gyulladás lépett fel az egyik beültetett szívbillentyű környékén. Állapota gyors ütemben romlani kezdett. Augusztusban a Las Vegas-i Hiltonban tartott koncerteket, de ekkor a színpad mögött már oxigént kellett kapnia. December 11-én sürgősséggel szállították be a Los Angelesi Cedars-Sinai kórházba. 19-én egy öt tagú orvosi csoport megkísérelte a sérült szívbillentyűt kicserélni. Noha a több óráig tartó műtét elvileg sikerült, a legyengült állapotú Bobby Darin már nem nyerte vissza az eszméletét és másnap, a hosszú műtét után nem sokkal meghalt. Több mint húsz évvel élte túl a várható élettartamára adott gyermekkori prognózist. Még a műtét előtt orvosi tanulmányozás céljára ajánlotta fel testét, így csak jelképes temetése volt.

## Zenei és filmes öröksége
Azt szeretném elérni az életemben, hogy emberként és nagy előadóként emlékezzenek rám.
Bobby Darin pályafutása során 163 dalt szerzett és 486 stúdiófelvételt készített. Dalait számtalanszor használták fel mozi- és tévéfilmekben, sorozatokban (pl. Charlie Sheen Nagy durranás című filmjének motorkerékpáros jelenetében, a Havanna, Aranyszerszám filmekben). Noha Elvis Presley vagy Frank Sinatra ismertségét sosem tudta elérni, Amerikában dalszerzőként és szórakoztatóként a mai napig legendának számít.
1990-ben beválasztották a Rock and Roll Hall of Fame (Rock and Roll előadók dicsőségcsarnoka), 1999-ben a Songwriters Hall of Fame-be (dalírók dicsőségcsarnoka) tagjai közé. Csillaga van a hollywoodi hírességek útján (Hollywood Walk of Fame). 2004-ben csillagot kapott a Bronx Walk of Fame-n, 2007-ben a Las Vegas Walk of Starson is. 2007-ben beválasztották a Hit Parade Walk of Fame-be. 2010-ben munkásságát életműdíjjal ismerték el a Grammy-díj gálán. Egykori autója, a DiDia150 „Dream Car” a St. Louis-i közlekedési múzeumban van kiállítva. 2004-ben Beyond the Sea címmel film készült életéről.

## Bobby Darin Magyarországon
Noha Bobby Darin Amerikában a mai napig legendának számít, nálunk sem személyisége sem munkássága nem ismert szélesebb körben. Karrierje azokra az évekre esett, amikor Magyarországon politikai és gazdasági okokból nagyon kevés amerikai filmet lehetett látni, nyugati hanglemezek gyakorlatilag nem voltak beszerezhetőek. Dalai közül a Splish Splash, a Dream Lover, a Mack the Knife és a Beyond the Sea leginkább ismert, főként a rádióból. Filmjeit moziban nem adták, de többek között a Mr. Szeptember és a Nősülni kötelező ment a televízióban.

## Elismerések
- Splish Splash – aranylemez, 1958
- Queen of the Hop – aranylemez, 1958
- Mack the Knife – Grammy-díj, az év felvétele, 1959
- Grammy-díj – az év felfedezettje, 1959
- Mack the Knife – aranylemez, 1959
- Dream Lover – aranylemez, 1959
- Heart Fund Ambassador, Amerikai Szív Alapítvány jószolgálati nagykövete, az 1960-as évek során
- Variety of America – az év személyisége, 1960
- Golden Globe díj – Mr. Szeptemter, legjobb új szereplő, 1961
- What I'd Say – Grammy legjobb R&B felvétel jelölés, 1962
- Nyomás alatt – Golden Globe jelölés, legjobb férfi főszereplő, 1962
- Golden Laurel díj jelölés – Top New Male Personality, 1962
- Golden Globe jelölés – legjobb férfi mellékszereplő, Captain Newman M.D., 1963
- Cannesi filkritikusok díja – legjobb külföldi színész, Captain Newman M.D., 1963
- Oscar-díj jelölés – legjobb mellékszereplő, Captain Newman M.D., 1964
- Golden Globe jelölés – That Funny Feeling filmdal, 1965
- Grammy-jelölés – legjobb rock and roll előadás, 1966
- Csillag a Hollywood Walk of Fame-n, 1982. május
- Az Atlantic Records két legnagyobb csillaga (Otis Redinggel közösen), 1988
- Rock and Roll Hall of Fame – 1990. január
- Heaven Swings...when Mr.Darin Sings emlékest, 1995
- Bobby Darin Day in Las Vegas – 1996. január
- Bobby Darin website indulása – 1997. augusztus 7.
- Grammy Hall of Fame – 1999
- New York Sheet Music Society Tribute – 1999. január
- Bobby Darin Award megalapítása – 1999. május 14.
- Bobby Darin Day Bronxban, Bobby születési helyén – 1999. május 14.
- Songwriters Hall of Fame – 1999. június 9.
- The DVD Entertainment Award – 2000

## Érdekességek
- A feljegyzések szerint 137-es volt az IQ-ja és Mensa-tag volt.
- Lelkes és kiváló sakkjátékos volt, a Bobby Darin International Chess Classic sakkverseny megalapítója.
- Nem ivott és nem élt drogokon, egyetlen káros szenvedélye a dohányzás volt, de 1969 elején azt is abbahagyta.
- Egyetlen saját rendezésű filmje a The Vendors volt, nem mutatták be.

## Mozifilmjei
- Pepe (1960) (csak cameo szerep)
- Tall Story (1960) (Bobby a cím alatti dalt énekli, de nem szerepel a filmben)
- Mr. Szeptember (Come September) (1961)
- Too Late Blues (1962)
- State Fair (1962)
- Hősök pokla (Hell Is for Heroes) (1962)
- Nősülni kötelező (If a Man Answers) (1962)
- Nyomás alatt (Pressure Point) (1962)
- Captain Newman, M.D. (1963)
- The Lively Set (1964) (a filmzenét Bobby Darin írta, de nem szerepel a filmben)
- That Funny Feeling (1965)
- The Darn Cat (1965) (Bobby Darin a cím alatti dalt énekli)
- Gunfight in Abilene (1967)
- Stranger in the House (Cop Out címen is ismert) (1967)
- The Happy Ending (1969) (Robert Darin néven)
- The Vendors (1970) (Bobby Darin az író, rendező és producer, de nem szerepel a filmben, melyet nem mutattak be)
- Happy Mother's Day, Love George (Run Stranger Run címen is ismert) (1973)

## Albumok
- Bobby Darin – Atco 33-102, 1958. július (csak mono kiadás)
- That's All – Atco 33-104 (Mono), 33-104 (Stereo), 1959. március
- This is Darin – Atco 33-115, 1960. január
- Pepe (filmzenei album) – Colpix SCP-507, 1960 (Bobby Darin a That's How It Went, All Right című dalt énekli)
- Darin At The Copa (koncertfelvétel – Atco 33-122, 1960. július, felvétel: 1960. június 15-16.
- For Teenagers Only – Atco 1001, 1960. szeptember (csak mono kiadás)
- It's You Or No One – Atco 33-124, felvétel: 1960, megjelenés: 1963. június
- The 25th Day of December (karácsonyi album) – Atco 33-125, 1960. október
- Two Of A Kind (Bobby Darin & Johnny Mercer) – Atco 33-126, 1961. február
- The Bobby Darin Story (válogatás) – Atco 33-131, 1961
- Love Swings – Atco 33-134, 1961. július
- Twist with Bobby Darin – Atco 33-138, 1961. december
- Bobby Darin Sings Ray Charles – Atco 33-140, 1962. február
- State Fair (filmmusical) – DOT DP-9011, 1962 (Bobby Darin két számot énekel)
- Things and Other Things – Atco 33-146, 1962. július
- Oh! Look at Me Now – Capitol T/ST 1791, 1962. október
- Earthy – Capitol T/ST 1826, 1963. július
- You're the Reason I'm Living – Capitol T/ST 1866, 1963. február
- 18 Yellow Roses" – Capitol T/ST 1942, 1963. július
- Golden Folk Hits – Capitol T/ST 2007, 1963. november
- Winners – Atco 33-167, Felvétel: 1960, megjelenés: 1964. június
- As Long As I'm Singing – Capitol T/ST 2084, 1964 (nem jelent meg)
- Clementine (válogatás) – 1964
- From Hello Dolly to Goodbye Charlie – Capitol T/ST 2194, 1964. november
- Venice Blue – Capitol T/ST 2322, 1965. május
- The Lively Set (filmzenei album) – 1965 (Bobby Darin a filmzene szerzője, de nem működik közre az előadásban)
- The Best Of Bobby Darin (válogatás) – Capitol T/ST 2571, 1966
- The Shadow of Your Smile – Atlantic 8121(Mono)/SD 8121(Stereo), 1966. április
- In A Broadway Bag – Atlantic 8126/SD 8126, 1966. június
- If I Were a Carpenter – Atlantic 8135/SD 8135, 1966. december
- Inside Out – Atlantic 8142/SD 8142, 1967. május
- Something Special (BBC műsorok válogatása) – Atlantic Records 587 073 (UK), 1967
- Bobby Darin Sings Doctor Dolittle – Atlantic 8154, 1967. augusztus
- Bobby Darin Born Walden Robert Cassotto – Direction 1936, 1968. szeptember
- Commitment – Direction 1937, 1969. július
- Bobby at The Desert Inn (koncertalbum) – Concord/Neon Records 1971
- Finally – Motown Records739, 1972 (nem jelent meg)
- Bobby Darin – Motown Records 753, 1972. augusztus
- Darin: 1936-1973 – Motown Records 813, 1974. február
- The Legendary Bobby Darin (válogatás) – 1976
- The Original Bobby Darin (válogatás) – 1976
- Songs from Big Sur (speciális válogatás a Big Sur-i korszakból) – Varese Sarabande, 2004

A későbbiek során számos albumát adták ki CD lemezen, újabb válogatások készültek, bootleg koncertfelvételek is kiadásra kerültek.

## Kislemezek

### Decca Records kislemezek
- Timber / Rock Island Line (DECCA 9-29883) (1956. április)
- Blue Eyed Mermaid / Silly Willy (DECCA 9-29922) (1956, junius)
- Hear Them Bells / The Greatest Builder (DECCA 9-30031) (1956. augusztus)
- Dealer In Dreams / Help Me (DECCA 9-30225) (1957. február)
- Silly Wilkly / Dealer In Dreams (DECCA 9-30737) (1958. szeptember)
- The Decca EP: Rock Island Line / Silly Willy / Hear Them Bells / Dealer In Dreams (DECCA ED-2676)

### Brunswick Records kislemez
Early In The Morning / Now We're One (BRUNSWICK 55O73) (1958) „The Ding Dongs” néven"

### Atco Records kislemezek
- I Found a Million Dollar Baby / Talkl To Me Something (ATCO 6092) (1957)
- Don't Call My Name / Pretty Betty (ATCO 6103) (1957)
- Just In Case You Change Your Mind / Sp Mean (ATCO 6109) (1958)
- Splish Splash / Judy Don't Be Moody (ATCO 6117) (1958)
- Early In The Morning / Now We're One (ATCO 6121) (1958)
- Queen Of The Hop / Lost Love (ATCO 6127) (1958)
- Mighty Mighty Man / You're Mine (ATCO 6128) (1958)
- Plain Jane / While I'm Gone (ATCO 6133) (1959)
- Dream Lover / Bullmoose (ATCO 6140) (1959)
- Mack The Knife / Was There a Call for Me (ATCO 6147) (1959)
- Beyond the Sea / That's The Way Love Is (ATCO 6158) (1960)
- Clementine / Tall Story (ATCO 6161) (1960)
- Moment of Love / She's Fantastic (ATCO SPD) (1960)
- Bill Bailey / I'll Be There (ATCO 6167) (1960)
- Beachcomber / Autumn Blues (ATCO 6173) (1960)
- Artificial Flowers / Somebody To Love (ATCO 6179) (1960)
- Christmas Auld Lang Sine / Child of God (ATCO 6183) (1960)
- Lazy River / Oo-Ee-Train (ATCO 6188) (1961)
- Nature Boy / Look For My True Love (ATCO 6196) (1961)
- Come September / Walk Bach to Me (ATCO 6200) (1961)
- You Must Have Been A Beautiful Baby / Sorrow Tomorrow (ATCO 6206) (1961)
- Ave Maria / Oh Come All Ye Faithful (ATCO 6211) (1961)
- Irresistible You / Multiplication (ATCO 6214) (1961)
- What I'd Say Part 1 / Part 2 (ATCO 6221) (1962)
- Things / Jailer Bring Me Water (ATCO 6229) (1962)
- Baby Face / You Know How (ATCO 6236) (1962)
- I Found A New Baby / Keep A Walkin' (ATCO 6244) (1962)
- Milord / Golden Earrings (ATCO 6297) (1964)
- Swing Low Sweet Chariot / Similau (ATCO 6316) (1964)
- Minnie The Moocher / Hard Heated Hannah (ATCO 6334) (1965)

### Capitol Records kislemezek
- If A Man Answers / A True True Love (CAPITOL 4837) (1962)
- You're The Reason I'm Living / Now You're gone (CAPITOL 4897) (1963)
- Eighten Yellow Roses / Not For Me (CAPITOL 4970) (1963)
- Treat My Baby Good / Down So Long (CAPITOL 5019) (1963)
- Be Mad Litte Girl / Since You've Been Gone (CAPITOL 5079) (1963)
- I Wonder Who's Kissing Her Now / As Long As I'm Singing (CAPITOL 5126) (1964)
- The Things In This House / Wait By The Waiter (CAPITOL 5257) (1964)
- Hello Dolly / Goodby Charlie (CAPITOL 5359) (1965)
- Venice Blue / In A World Without You (CAPITOL 5399) (1965)
- When I Get Home / Lonely Road (CAPITOL 5443) (1965)
- That Funny Feeling / Gyp The Cat (CAPITOL 5481) (1965)

### Atlantic Records kislemezek
- We didn't Ask To Be Brought Here / Funny What Love Can Do (ATLANTIC 2305) (1965)
- The Breaking Point / Silver Dollar (ATLANTIC 2317) (1966)
- Mame / Walking In The Shadow Of Love (ATLANTIC 2329) (1966)
- Who's Afraid of Virginia Woolf/ Merci Cherie (ATLANTIC 2341) (1966)
- If I Were A Carpenter / Rainin' (ATLANTIC 2350) (1966)
- The Girl Who Stood Beside Me / Reason To Believe (ATLANTIC 2367) (1966)
- Lovin You / Amy (ATLANTIC 2376) (1967)
- The Lady Came From Baltimore / I Am (ATLANTIC 2395) (1967)
- Darlin Be Home Soon / Hello Sunshine (ATLANTIC 2420) (1967)
- She Knows / Talk To The Animals (ATLANTIC 2433) (1967)
- Talk To The Animals / After You've Gone (ATLANTIC 2433) (1967)

### Direction Records kislemezek
- Long Line Rider / Change (DIRECTION 350) (1969)
- Me & Mr Hohner / Song Dor A Dollar (DIRECTION 351) (1969)
- Jive / Distractions Part 1 (DIRECTION 352)( 1969)
- Sugar Man / Jive (DIRECTION 4000) (1969)
- Baby May / Sweet Reasons (DIRECTION 4001)( 1969)
- Maybe We Can Get It Together / Rx-PYRO(PRESCRIPTION:FIRE) (DIRECTION 4002) (1970)

### Motown Records kislemezek
- Melodie / Someday We'll Be Together (MOTOWN 1183) (1971)
- Simple Song of Freedom / I'll Be Your Baby Tonight (MOTOWN 1193) (1971)
- Sail Away / Hard Headed Woman (MOTOWN 1203) (1972)
- Average People / Something In Her Love (MOTOWN 1212) (1972)
- Happy / Something In Her Love (MOTOWN 1217) (1972)

## Dalok helyezései
Billboard Hot 100 helyezések
- Splish Splash – Aranylemez, 3. helyezés
- Early in the Morning – 24
- Queen of the Hop – Aranylemez, 9. helyezés
- Plain Jane – 38
- Dream Lover – Aranylemez, 2. helyezés
- Mack the Knife – Aranylemez, 1. helyezés
- Beyond the Sea – 6
- Clementine – 21
- Bill Bailey Won't You Please Come Home – 19
- I'll Be There – 79
- Beachcomber – 100
- Artificial Flowers – 20
- Somebody To Love – 45
- Christmas Auld Lang Syne – 51
- Child of God – 95
- Lazy River – 14
- Nature Boy – 40
- You Must Have Been a Beautiful Baby – 5
- Irresistible You – 15
- Multiplication – 30
- What'd I Say – 24
- Things – 3
- If a Man Answers – 32
- Baby Face – 42
- I Found a New Baby – 90
- You're the Reason I'm Living – 3
- Eighteen Yellow Roses – 10
- Treat My Baby Good – 43
- Be Mad Little Girl – 64
- I Wonder Who's Kissing Her Now – 93
- Milord – 45
- The Things in This House – 86
- Hello Dolly! – 79
- Mame – 53
- If I Were a Carpenter – 8
- The Girl That Stood Beside Me – 66
- Lovin' You – 32
- The Lady Came from Baltimore – 62
- Darling Be Home Soon – 93
- Long Line Rider – 79
- Happy – 67

## Javasolt irodalom
- Dodd Darin & Maxine Paetro: Dream Lovers: The Magnificent Shattered Lives of Bobby Darin and Sandra Dee – Warner Books 1994, ISBN 0-446-51768-2 (Bobby Darin és Sandra Dee viharos házasságának története)
- https://books.google.com/books/about/Bobby_Darin.html?id=cv1JEJgZffkC
- Al DiOrio: Borrowed Time, The 37 Years of Bobby Darin – Running Press, 1981 (az első könyv Bobby Darin életéről)

## Javasolt film
- A tengeren túl (Beyond the Sea), Bobby Darin életéről készült film, Kevin Spacey főszereplésével.

## Javasolt videók
- Splish Splash. YouTube
- Dream Lover. YouTube
- Mack the Knife. YouTube
- Simple Song of Freedom. YouTube
- Long Line Rider. YouTube
- Az utolsó tévéfellépés utolsó dala. YouTube

## Honlapajánló
- Hivatalos honlap
- https://web.archive.org/web/20110903122026/http://www.sandradeefans.com/ Sandra Dee honlapja
- https://web.archive.org/web/20110704130311/http://www.carlustblog.com/2009/02/the-bobby-darin-dream-car-1960-didia-150.html DiDia150 Dreamcar, Bobby Darin autója a múzeumban
- http://balkanigerle.wordpress.com/2011/07/10/bobby-darin-egy-szivszoritoan-tularado-elet-tortenete/ egy írás Bobby Darinról